# Cedrocrypta bifidata
Cedrocrypta bifidata är en tvåvingeart som beskrevs av Grover 1979. Cedrocrypta bifidata ingår i släktet Cedrocrypta och familjen gallmyggor. Inga underarter finns listade i Catalogue of Life.